# Tip Top

logo oficial tip top

Tip Top este un lanț de cofetării din România, înființat în anul 1993.
În noiembrie 2007, Tip Top deținea 18 magazine în București și două magazine în Târgoviște și Pitești.
La sfârșitul anului 2011, avea magazine proprii nu doar în București, Târgoviște și Pitești, ci și în Buzău, Focșani și Ploiești. 
Compania deține și o fabrică care produce biscuiți vrac și biscuiți ambalați marca Conty.
Compania românească Tip Top Food Industry își desfășoară activitatea din anul 1993, fără întrerupere până în prezent. În anul 2008 am deschis o fabrică nouă în București, cu o investiție de aproximativ 17 milioane de euro. Fabrica este amplasată în cartierul Militari, pe Bulevardul Timișoara, pe o suprafață de circa 12.000mp, fiind una dintre cele mai mari de acest fel din Europa.
De-a lungul anilor, ne-am clădit un statut de jucător reprezentativ în domeniul cofetăriei, patiseriei, al semipreparatelor și produselor congelate.
În urmă cu 23 ani când am pornit la drum, echipa era formată din 10 oameni, iar astăzi avem o echipa numeroasă care ne reprezintă în București, Ploiești și Pitești.
În ce privește relațiile cu marile lanțuri de retail, compania a ales o formă de colaborare avantajoasă pentru toate părțile implicate. Așa se face că o mare parte din magazinele societății se regăsesc în hypermarketul Kaufland. Mai mult decât atât, renumele brandului Tip Top constituie o adevărată atracție pentru marile complexe comerciale.
Fiind întotdeauna foarte aproape de clienții noștri și încercând să satisfacem toate cerințele acestora am considerat cererea clientului un reper primordial și am urmat strategia de dezvoltare a firmei prin desfășurarea unei investiții ample intr-o unitate moderna de producție, unitate executată după toate rigorile impuse de legislația în vigoare, de normele europene, fiind implementat un sistem integrat de management al calității și siguranței alimentelor.
Avem magazine proprii de desfacere în București, Pitești, Ploiești. Fiind întotdeauna foarte apropape de clienții noștri și încercând să satisfacem toate cerințele acestora, am considerat cererea clientului un reper primordial și am urmat strategia de dezvoltare a firmei prin desfășurarea unei investiții ample în cea mai modernă unitate de producție existentă până la această oră în domeniu, unitate executată după toate rigorile impuse de legislația în vigoare, de normele europene, fiind implementat un sistem integrat de managment al calității și siguranței alimentelor.
Din anul 1993 când a fost înființată prima cofetărie Tip Top, am oferit clienților noștri calitate și tradiție, ajungând să avem magazine proprii în București și în țară, prin care putem să oferim o gamă de peste 400 de produse atent selecționate.
https://tiptop.ro/